# Pont-du-Navoy
Pont-du-Navoy település Franciaországban, Jura megyében. Lakosainak száma 275 fő (2022. január 1.). Pont-du-Navoy Crotenay, Bonnefontaine, Champagnole, Monnet-la-Ville, Montigny-sur-l’Ain és Hauteroche községekkel határos.

## Népesség
A település népességének változása:
| Lakosok száma | 243  | 245  | 230  | 241  | 253  | 260  | 275  | 274  | 275  | 275  |
|               | 1968 | 1982 | 1990 | 2006 | 2013 | 2015 | 2017 | 2019 | 2020 | 2022 |